# 森氏櫟羽爪節蜱
森氏櫟羽爪節蜱（学名：Diptilomiopus mori）为双羽爪節蜱科羽爪節蜱屬下的一个种。